# Madeleine Gates
Madeleine Randel Gates (Laguna Hills, 30 ottobre 1998) è una pallavolista statunitense, centrale della Trentino.

## Carriera

### Club
La carriera pallavolistica di Madeleine Gates inizia nei tornei scolastici californiani, giocando per la La Jolla HS. Dopo il diploma gioca a livello universitario in NCAA Division I, facendo parte della UC Los Angeles dal 2016 al 2018, prima di trasferirsi alla Stanford nel 2019, conquistando il titolo nazionale; durante la sua carriera universitaria riceve diversi riconoscimenti individuali.
Nella stagione 2020-21 firma il suo primo contratto professionistico in 1. Bundesliga, ingaggiata dal Dresdner, con cui conquista uno scudetto e una Supercoppa tedesca: dopo un biennio con le tedesche, per il campionato 2022-23 si trasferisce in Francia, dove prende parte alla Ligue A con lo RC Cannes.
Nella stagione 2023-24 si accasa alla neopromossa Trentino, in Serie A1.

### Nazionale
Fa il suo esordio nella nazionale statunitense in occasione del campionato nordamericano 2021, dove si classifica al quarto posto. Un anno dopo, invece, conquista la medaglia di bronzo alla Coppa panamericana (bissata nel 2023) e quella d'argento alla NORCECA Final Six, vincendo poi nell'edizione 2023 di quest'ultimo torneo la medaglia d'oro.

## Palmarès

### Club
- NCAA Division I: 1

2019
- Campionato tedesco: 1

2020-21
- Supercoppa tedesca: 1

2021

### Nazionale (competizioni minori)
- Coppa panamericana 2022
- NORCECA Final Six 2022
- Coppa panamericana 2023
- NORCECA Final Six 2023

### Premi individuali
- 2017 - All-America Second Team
- 2019 - All-America Third Team
- 2019 - NCAA Division I: Stanford Regional All-Tournament Team